# Jonathan Glancey
Jonathan Glancey, FRIBA est un critique et un écrivain en architecture.

## Biographie

### Éducation
Jonathan Glancey étudie à St Benedict's School à Ealing, Londres et étudie la philosophie, la politique et l'économie au Magdalen College, Oxford.

### Carrière
Il est rédacteur en chef de l'architecture et du design chez The Guardian, un poste qu'il occupe de 1997 à février 2012. Il a précédemment occupé le même poste chez The Independent. Il collabore également avec les magazines d'architecture Building Design, Architectural Review, The Architect et Blueprint. Il est membre honoraire de l'Institut Royal des Architectes Britanniques, RIBA.
Suivant les traces de Ian Nairn, il réalise une série de quatre films, Outrage Revisited (2010) sur la banalité des bâtiments britanniques d'après-guerre.
Il est fan de Le Corbusier. Actuellement, il travaille sur l'architecture et le design du site web BBC Culture.

## Publications
- New British architecture (Londres: Thames and Hudson, 1989)  (ISBN 0-500-34107-9)
- 20th Century Architecture: The Structures That Shaped the Century (Londres: Carlton, 1998)  (ISBN 1-85868-519-2)
- The Story of Architecture (Londres; New York: Dorling Kindersley, 2000)  (ISBN 0-7513-4881-3)
- London: Bread and Circuses (Londres: Verso Books, 2001)  (ISBN 1-85984-645-9)
- The Train:  A Photographic History  (Londres:  Carlton, 2004)   (ISBN 978-1-84732-465-8)
- John Betjeman on Trains (Londres: Methuen, 2006)  (ISBN 978-0-413-77612-9)
- Spitfire: The Biography, 2006
- John Betjeman on Churches (Londres: Methuen, 2007)  (ISBN 978-0-413-77651-8)
- Nagaland: A journey to India's forgotten frontier, avril 2011
- Giants of Steam (London: Atlantic Books, 2012)  (ISBN 978-184354-769-3)
- Harrier: The Biography (London: Atlantic Books, 2013)  (ISBN 978-1-84354-891-1)
- What's So Great About the Eiffel Tower? (Londres: Laurence King Publishing, février 2017)  (ISBN 978-1-78067-919-8)